# Веджьято, Даниэле
Даниэле Веджьято (итал. Daniele Veggiato; 3 апреля 1978, Агордо, Беллуно) — итальянский хоккеист, левый нападающий клуба «Алеге».

## Карьера
Участвовал в молодёжных чемпионатах Европы и мира, в составе главной сборной Италии играл на чемпионате мира 2001 года и в первом дивизионе мирового первенства 2003 года. После этого Даниэле не вызывался в сборную, а после того, как 26 декабря 2005 года позволил себе расистские высказывания в адрес темнокожего игрока Луки Дзандонеллы, вообще был лишён права представлять свою страну на международной арене.

## Достижения

### Командные
Как игрока национальных сборных Италии:
- Чемпионат мира:
  - Участник: 2001
- Чемпионат мира (первый дивизион):
  - Участник: 2003
- Чемпионат мира B (юноши до 20 лет):
  - Участник: 1997
- Чемпионат Европы B (юноши до 20 лет):
  - Участник: 1994, 1995

Как игрока «Аллеге»:
- Чемпионат Италии:
  - Финалист: 2002
- Кубок Италии:
  - Финалист: 2008